# Sarah Fisher Hartman Racing
Sarah Fisher Racing Hartman racing (SFHR) fue un equipo de carreras estadounidense que compitió en la IndyCar Series, Fue fundado por la ex-corredora de la serie Sarah Fisher, en enero de 2008 y que se fusionó con el equipo de Ed Carpenter Racing a finales de 2014, para formar CFH Racing. Como socio copropietario del equipo, son su esposo Andrew O'Gara, y el magnate Willis "Wink" E. Hartman. En la actualidad utiliza el coche #67, con el piloto campeón de la temporada 2011 de la Indy Lights Josef Newgarden.

## Historia

### Debut en la IndyCar Series (2008)
SFR fue fundado a finales de 1999 como una plataforma para gestionar las participaciones de Sarah Fisher en las carreras y otros proyectos empresariales. Fisher anunció el 27 de febrero de 2008, que iba a fundar su propio equipo de carreras en la IndyCar Series para correr la temporada 2008. Fisher, junto con su esposo Andy O'Gara y su padre, John O'Gara y el entonces mánager de Sarah Fisher, Klint Briney, dejaron el equipo Dreyer & Reinbold Racing para iniciar el proyecto SFR.
El equipo anunció una participación con un calendario limitado para la temporada 2008 de la IndyCar Series, incluyendo la 500 millas de Indianápolis de 2008. con el patrocinio principal del equipo para la Indy 500 que fue establecido con la compañía Gravity Entertainment, que decía representar y tener los derechos sobre la bébida energética RESQ, estableciendo un lanzamiento de un nuevo producto en mayo, pero cuando llegó el mes de mayo cuando llegó la compañía Gravity Entertainment (que, de hecho, nunca tuvo los derechos para representar RESQ como se vio después) había fallado en entregar todo el dinero y poner los planes del equipo en peligro para competir en la Indy 500, junto con las rondas de Kentucky y Chicago,.
Cuando se dio luz verde a las prácticas en el Indianapolis Motor Speedway, que se abrieron el día martes 6 de mayo de 2008, la participación del equipo de Sarah Fisher para la Indy 500 de 2008 siguió adelante sin el patrocinio principal. El equipo se convirtió en la mirada central de todos los medios, cuando la entonces candidata presidencial la senadora Hillary Clinton le hizo una visita en el día de las elecciones primarias de Indiana creando un frenesí de los medios.
A medida que el mes continuó, SFR logró adquirir patrocinio, como la petrolera Hartman Oil, ProLiance Energy, AAA, Direct Supply, Indianapolis college, IUPUI, además de donaciones hechas por aficionados al reunir US$ 51.000 dólares. Fisher sólidamente logró colocar el coche en la grilla de salida al partir en la posición 22° y recogió el patrocinio principal de Text4Cars.com como patrocinador principal, el día viernes antes de la 500 millas de Indianápolis]], La carrera comenzó con malos augurios para el equipo cuando el coche se detuvo cuando dieron la bandera verde, pero el equipo fue capaz de ponerlo en marcha de nuevo. Luego, Sarah Fisher provocó la primera bandera amarilla, al trompear su coche sin tener contacto alguno contra el muro en la vuelta 12 en la curva 4. Ella no tuvo tanta suerte en la vuelta 106 cuando un accidente que tuvo Tony Kanaan quedó involucrado su coche, por lo que quedó en el 30° lugar, algo decepcionante para su debut como propietaria, después de haber llegado a ser 3° en competencia. Después de la carrera, Fisher le dijo al cronista de ESPN Jamie Little que no estuvo segura si el equipo sería capaz de poder competir en Kentucky y Chicago a causa del accidente.
El equipo anunció que para el 16 de julio de 2008, que Dollar General sería su nuevo patrocinador oficial en las carreras de Kentucky y Chicago. Fisher probó en el óvalo de Kentucky el 31 de julio y el 1 de agosto se preparó para competir en el Meijer Indy 300. Fisher clasificó 16° en la parrilla de salida de la carrera, en la altura de la competencia llegaba a ser 10° en competencia, pero un fallo en la suspensión trasera derecha en la última vuelta hizo terminar muy rezagada. Al final, Fisher abarazó línea de meta terminando en la posición 15°. Fisher se estrelló en la carrera del óvalo de Chicagoland Speedway en la vuelta 116 y terminando en el 24° lugar.

### Temporada 2009
El equipo volvería a competir en el 2009 con Sarah Fisher como pilotopor 6 carreras y con Dollar General como patrocinador, anunciado el 13 de enero de 2009. El equipo logró gestionar otros cuatro 4 eventos y más tarde añadió dos otras 2 carreras adicionales como lo anunció el 26 de abril de 2009. Clasificó est vez 21° posición en la parrilla de salida para las 500 millas de Indianápolis de 2009 finalizando en la posición 17°. El equipo se lució en tres programas de televisión nacional durante el mes de mayo, incluyendo The Daily Show con Jon Stewart de la CBS, y 'The Price is Right y Fuse TV No. Countdown.
Se anunció a finales del 2009 que el equipo ampliaría su equipo a dos coches para la temporada 2010. Fisher conduciría el #67 en siete carreras con el patrocinio de Dollar General (todos los óvalos con la excepción del óvalo de Japón), y el recién contratado pilot británico Jay Howard conduciría el coche #66 con el patrocinio de Service Central en los ovalos de Kansas, la Indy 500, Texas, el circuito de Mid-Ohio y Chicago. SFR puso a Howard rápidamente a trabajar en la construcción de su monoplaza al unir fuerzas con el patrocinio de MTV, lo que le valió hacer una promoción nacional en el canal en la que Howard tenía un rol como entrenador de pilotos para el adolescente obsesionados a la música, llamado Lauren durante cuatro semanas, y durante el horario estelar del programa MTV Real World/Real World/Road Rules Challenge comenzando el 28 de octubre y terminando el 18 de noviembre con la quinta emisión, durante MTVU Woodie Awards en 2009.

### Temporada 2010
La temporada 2010 comenzó que el mánager de toda la vida de Fisher, Klint Briney renunciaría a su cargo con su equipo, dejando para seguir en su labor como agente de talento de pilotos. Fisher programóel inicio de la temporada en el Circuito callejero de San Petersburgo, pero con Graham Rahal reemplazando a Fisher para dos eventos de circuitos en 2010 (San Petersburgo y Alabama) y al equipo se le uniría más tarde Long Beach al calendario programado para Rahal. El equipo siguió luchando en 2010 tan solo un Top 10° (9° en San Petersburgo con Rahal) y el balance de los resultados del equipo fue un puesto 15° o peor. El equipo en las 500 Millas de Indianápolis de 2010 un tiempo de clasificación con Howard en el Bump Day con un tiempo suficiente para lograr la clasificación, pero dejando el coche #66 Service Central sin poder clasificarse para la edición 94° de las 500 millas de Indianápolis de 2010.
Para la carrera en el Chicagoland Speedway, Fisher apenas logró liderar sus primeras vueltas desde el 2002, en virtud de una estrategia en boxes, pero más tarde quedaría dos vueltas atrás del líder de carrera finalizando 15° posición, mientras que el coche de su compañero de equipo Jay Howard siguió teniendo problemas con su patrocinador en el equipo y aun cuando seguía cumpliendo contrato con el equipo. En un esfuerzo por salvar la relación del equipo con el patrocinador de Howard, SFR acordó cumplir con cinco carreras (Howard llevándolo en solo cuatro eventos después que el equipo no lograse clasificar a la Indy 500) El acuerdo con Service Central tan solo le pudo añadir la carrera de Kentucky Indy 300 al calendario limitado del auto #66, pero eligió tener Rahal como conductor. El cambio no fue el mejor con la inclusión de Rahal, ya que terminó clasificando solo entre los últimos 22° lugares en las últimas carreras, y para la carrera final, donde terminó en la posición 20° (5 vueltas abajo) y siendo el último coche en funcionamiento e instó a los medios de comunicación, incluyendo a SpeedTV y el Indianapolis Star a observar que el auto #66 había sido muy lento, independientemente de lo que regist´ro en declaraciones el piloto.

### Temporadas 2011 y 2012
Fisher finalmente anunció su retiro como piloto el lunes 29 de noviembre de 2010, después de 25 años en las carreras a la vez que anunciaba que Ed Carpenter sería su nuevo piloto del equipo a partir de 2011. El equipo por fin lograría su primera victoria en Kentucky el 2 de octubre de 2011, con Carpenter dándole una lección al campeón defensor Dario Franchitti, registrándole una distancia entre los coches de tan solo 0,0098 segundos. Al final de la temporada, Dollar General puso fin a su patrocinio en SFR, y Ed Carpenter dejó el equipo para iniciar su propio equipo de carreras.
El equipo compitió toda la temporada 2012 de la IndyCar contando como piloto titular a Josef Newgarden. Newgarden logró como mejor resultado de un 11º puesto en San Petersburgo, terminando 23º en el campeonato. Newgarden no pudo competir en Baltimore, por lo que lo reemplazó Bruno Junqueira. Por otro lado, Bryan Clauson compitió en un segundo auto las 500 Millas de Indianápolis.

### Temporada 2013 y Presente
Newgarden mejoró sus actuaciones en 2013, al lograr un segundo lugar en Baltimore, tres quintos, un séptimo y un octavo, finalizando 14º en el campeonato. Lucas Luhr corrió la fecha en Sonoma con un segundo auto del equipo, finalizado 22º en la carrera.
En 2014, anunció la continuidad de Josef Newgarden en el equipo. Se desconoce si planea ampliar una operación de un segundo coche en la Indy 500 de 2014.

### Futuro
El Ed Carpenter Racing y el equipo Sarah Fisher Hartman Racing han anunciado antes de la clasificación en el circuito de Milwaukee Mile, su fusión para el año 2015. El equipo se hará decir CFH Racing, donde incluirán 2 coches, 1 de cada equipo.

## Pilotos Notables
- Sarah Fisher - Piloto/Propietario
- Graham Rahal
- Jay Howard
- Ed Carpenter
- Josef Newgarden
- Bryan Clauson
- Lucas Luhr